# Bàn bida

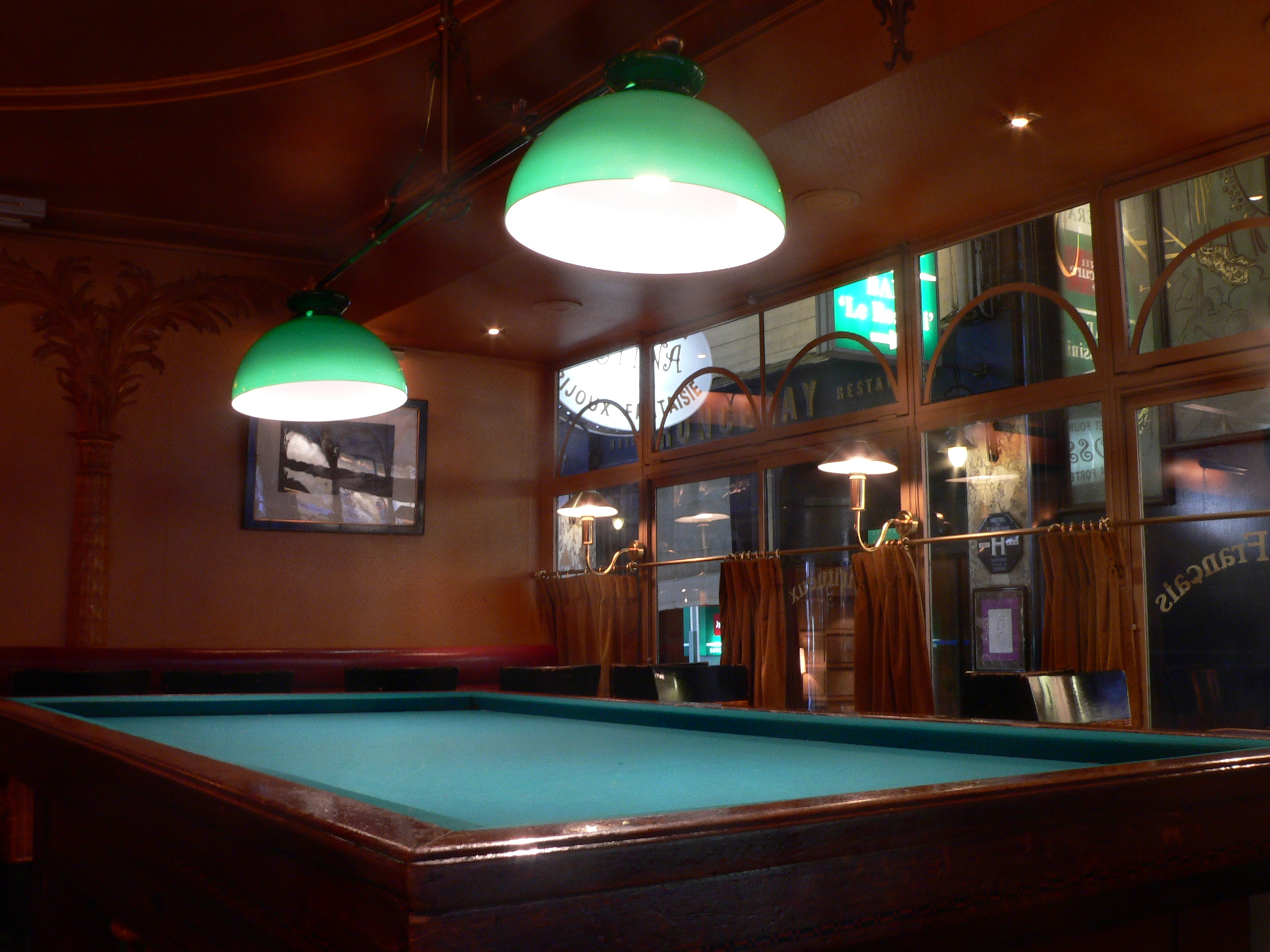
Bàn bida lớn hơn có thể cần nhiều bóng đèn để chiếu sáng bề mặt bàn.

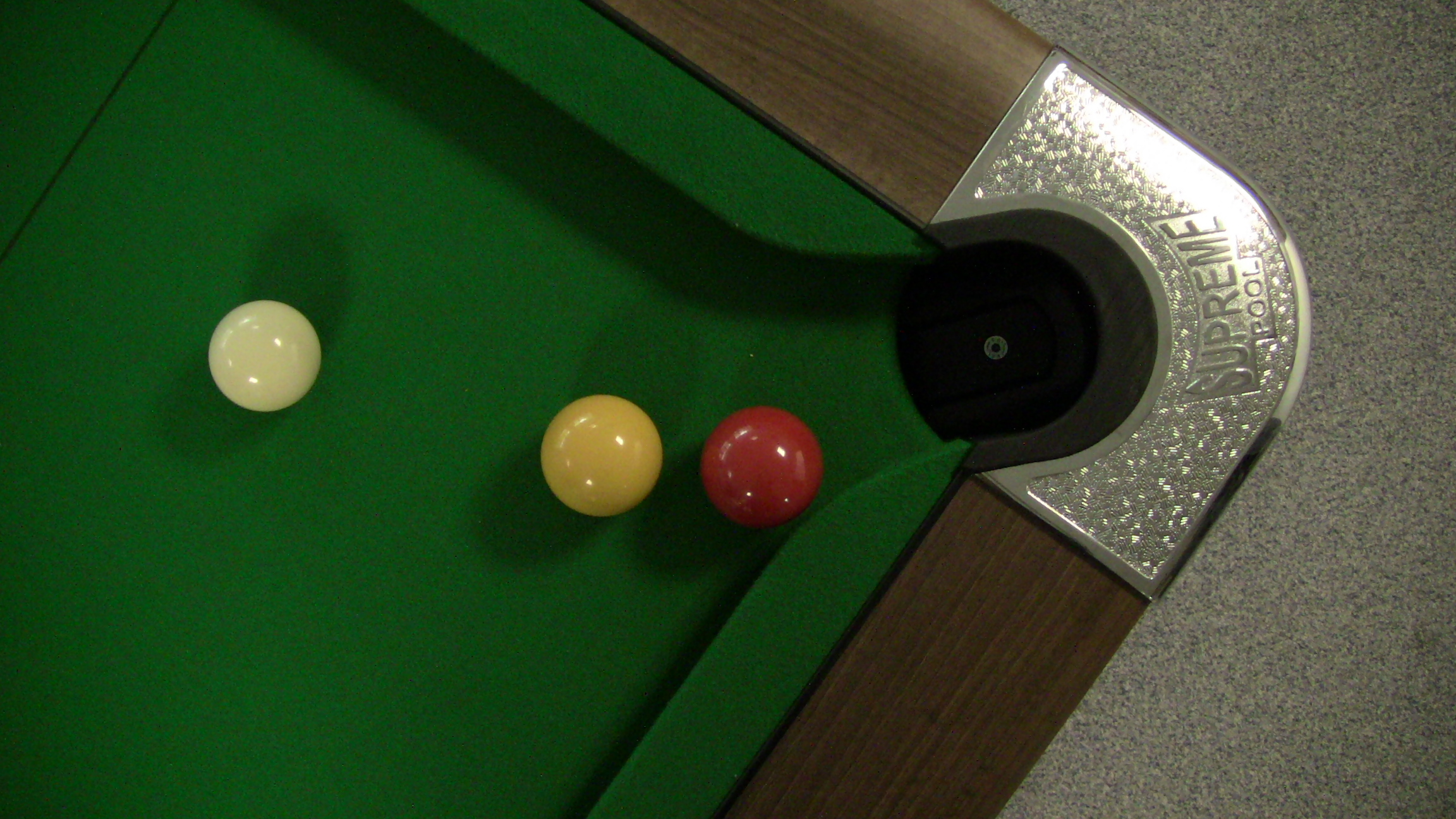
Bàn bida pool cho thấy lỗ góc bàn tròn với lối vào gần như song song.

Bàn chơi snooker

Bàn bi-a, hoặc bàn bi da là một bàn có bọc vải để chơi các trò chơi thể thao bi-a. Trong kỷ nguyên hiện đại, tất cả các bàn bi-a (cho dù là carom, pool hoặc snooker) tạo ra một bề mặt bằng phẳng thường được làm bằng đá phiến sét, và được phủ bằng vải (thường là vải len dệt được đan chặt) được bao quanh bằng đệm cao su và nâng cao so với bàn.:115, 238 Các loại bảng này được dùng cho các môn thể thao cụ thể như bàn chơi bi-a hoặc snooker, với các quả bóng có kích thước khác nhau.